# Bernard (football)
Pour les articles homonymes, voir Bernard.
Bernard Anício Caldeira Duarte dit Bernard, né le 8 septembre 1992 à Belo Horizonte au Brésil, est un footballeur international brésilien qui évolue au poste de milieu offensif au Atlético Mineiro.

## Biographie

### Carrière en club

#### Débuts à l'Atlético Mineiro
Pur produit de l'Atlético Mineiro, Bernard fait ses débuts chez les noirs et blancs en 2006. Le gamin fait ses preuves dans les catégories jeunes mais les dirigeants, tout de même conscients de son talent, ne le font pas intégrer chez les pros en raison de sa petite taille. Il fait plusieurs allers-retours entre les jeunes et les pros et part même du côté de Democrata en seconde division revenant avec un bilan de 14 buts en 16 matches. Mais c'est au terme de la Taça Belo Horizonte (coupe nationale pour les jeunes) où il se révèle et de la nomination de Cuca à la tête de l'équipe première que Bernard gagne définitivement sa place chez les pros.
Il fait ses grands débuts le 21 mai 2011 contre l'Atlético Paranaense et termine la saison avec un bilan de 23 matches dont 19 titularisations lui valant une offre de Al-Ahli à 4 millions d'euros que le président belo-horizontino refuse. Il enchaîne alors les très bonnes prestations lors de l'année suivante en marquant son premier but contre Boa Esporte le 29 janvier 2012 au championnat du Minas Gerais, puis son premier but en championnat le 23 juin 2012 contre Náutico. Le 2 juillet 2012, il offre une superbe passe décisive à Jô contre Grêmio en éliminant deux joueurs de deux sombreros consécutifs. Il termine la saison avec 36 matches, 11 buts et 12 passes décisives raflant ainsi le prix de révélation de l'année 2012. Faisant partie du trio offensif belo-horizontino en compagnie de Jô et Ronaldinho, il remporte la Copa Libertadores avec son club l'année suivante.

#### Chakhtar Donetsk

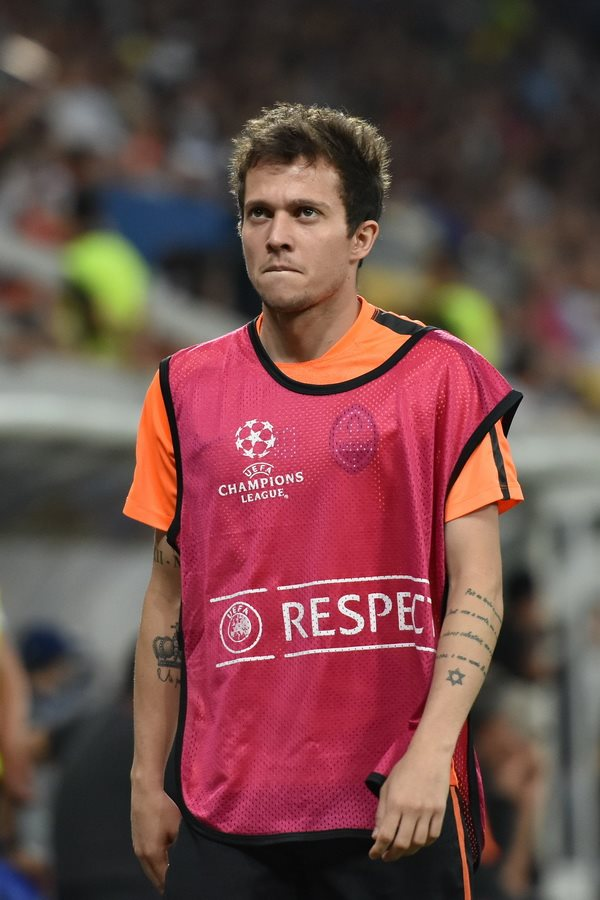
Bernard à l'échauffement avec le Chakhtar en 2015.

Le 8 août 2013, après plusieurs rumeurs l'envoyant du côté d'Arsenal ou de Dortmund,, le milieu offensif brésilien surprend en s'engageant pour cinq ans au FC Chakhtar Donetsk pour un montant estimé à 25 millions d'euros et un salaire de 3 millions d'euros net annuels. Il s'illustre le 5 octobre 2013 en adressant quatre passes décisives lors de la victoire 7-0 contre Arsenal Kiev. Il marque son premier but le 26 octobre 2013 contre Zarya Louhansk au terme d'une victoire 4-0. Par la suite, il ne joue pas totalement titulaire (quinze entrées en jeu en vingt-neuf matches) à cause de la concurrence avec les nombreux joueurs offensifs de l'équipe, notamment Eduardo da Silva et Taison, mais il termine tout de même avec un bilan de vingt-neuf matches, trois buts et sept passes décisives. Il remporte toutefois le championnat.
Au début de la saison 2014-2015, compte tenu de la situation difficile que traverse le pays, Bernard hésite à revenir au club et a deux mois de retard, annonçant par ailleurs qu'il « est mécontent de la façon de travailler, (...) ne joue pas comme cela était prévu ». Il fait cependant son retour mi-août et joue son premier match le 13 septembre 2014 contre le Tchornomorets Odessa, victoire 2-0. Au début de l'année 2015, il réitère ses propos quant à son mécontentement dans le club en déclarant : « Heureux, je ne le suis pas dans le club que je défends aujourd'hui, que cela soit bien clair ». Son entraîneur, Mircea Lucescu déclarera ensuite qu'il « ne fait que pleurer. Il n'est venu que pour prendre de l'argent ». Jusqu'à la fin de la saison, il alterne entre les titularisations et les matches commencés sur le banc, notamment dû à une blessure au ligament en février-mars. En 23 matches toutes compétitions confondues, il rentrera en cours de jeu à 13 reprises.
Avec le départ de Douglas Costa et Luiz Adriano à l'aube de la saison 2015-2016, l'entraîneur Mircea Lucescu déclare qu'il compte sur Bernard malgré les tensions de la saison précédente : « Je veux le voir comme un leader technique de notre équipe. (...) Il a connu des problèmes de discipline et d'adaptation. Mais son professionnalisme s'améliore, il est devenu plus responsable ». Ainsi, il marque son premier but de la saison lors de la victoire en Supercoupe face au Dynamo Kiev alors qu'il était remplaçant, puis est titularisé lors du premier match de championnat face au FK Oleksandriïa. Il devient alors un titulaire important de l'effectif ukrainien et termine la saison avec 6 buts et 9 passes décisives en 39 matches, toutes compétitions confondues. Il remporte la coupe d'Ukraine à la fin de la saison mais n'est pas dans la feuille de match de la finale.
Bernard est libéré par le Chakhtar Donetsk à l'issue de son contrat en juin 2018, après avoir inscrit 28 buts en 157 rencontres toutes compétitions confondues en l'espace de cinq ans.

#### Everton FC
Le 9 août 2018, Bernard s'engage pour quatre ans avec l'Everton FC. Le 25 août suivant, il prend part à son premier match avec les Toffees en entrant en fin de rencontre contre l'AFC Bournemouth (2-2). Il inscrit son premier but avec Everton à l'occasion d'un match de Coupe d'Angleterre contre Lincoln City le 5 janvier 2019 (victoire 2-1).
Le 30 mars 2019, Bernard inscrit son premier but en Premier League lors d'une rencontre remportée 0-2 contre West Ham United.

#### Sharjah FC
Le 22 juillet 2021, Bernard quitte Everton après avoir inscrit huit buts en quatre-vingt-quatre matchs toutes compétitions confondues en l'espace de trois saisons. Il s'engage pour deux ans avec le club émirati du Sharjah FC.

### Carrière internationale
Le 21 novembre 2012, Bernard porte pour la première fois les couleurs brésiliennes en rentrant en cours de jeu à la 73e minute du match retour du Superclásico de las Américas 2012, victoire 3-3, 4-5 t.a.b. Il marque son premier but une année plus tard, le 16 novembre 2013, contre le Honduras lors d'un match amical.
Le 7 mai 2014, il est sélectionné par Luiz Felipe Scolari dans le groupe pour jouer la Coupe du monde 2014. Il rentre en cours de jeu face à la Croatie et au Mexique. Le 8 juillet, il est titulaire face à l'Allemagne grâce au forfait de Neymar devant ses anciens supporters de Belo Horizonte mais son équipe échoue et s'incline 7-1
Bernard sera également sélectionné en tant que remplaçant pour le match de la troisième place, face aux Pays-Bas, mais n'entrera jamais en jeu.
Son équipe s'inclinera 3 buts à 0.

## Statistiques

### Statistiques détaillées
| Saison                | Club                  | Championnat           | Championnat | Championnat | Championnat | Coupe nationale | Coupe nationale | Coupe nationale | Coupe de la Ligue | Coupe de la Ligue | Coupe de la Ligue | Supercoupe | Supercoupe | Supercoupe | Compétition(s) continentale(s) | Compétition(s) continentale(s) | Compétition(s) continentale(s) | Compétition(s) continentale(s) | Championnat d'État | Championnat d'État | Championnat d'État | Brésil | Brésil | Brésil | Total | Total | Total |
| Saison                | Club                  | Division              | M.          | B.          | P.d.        | M.              | B.              | P.d.            | M.                | B.                | P.d.              | M.         | B.         | P.d.       | Comp.                          | M.                             | B.                             | P.d.                           | M.                 | B.                 | P.d.               | M.     | B.     | P.d.   | M.    | B.    | P.d.  |
| 2011                  | Atlético Mineiro      | Brasileirão           | 23          | 0           | 4           | 1               | 0               | 0               | -                 | -                 | -                 | -          | -          | -          | -                              | -                              | -                              | -                              | 4                  | 0                  | 0                  | -      | -      | -      | 28    | 0     | 4     |
| 2012                  | Atlético Mineiro      | Brasileirão           | 36          | 11          | 11          | 2               | 0               | 0               | -                 | -                 | -                 | -          | -          | -          | -                              | -                              | -                              | -                              | 9                  | 4                  | 0                  | 1      | 0      | 0      | 48    | 15    | 11    |
| 2013                  | Atlético Mineiro      | Brasileirão           | 3           | 1           | 1           | -               | -               | -               | -                 | -                 | -                 | -          | -          | -          | CL                             | 11                             | 4                              | 2                              | 11                 | 2                  | 0                  | 4      | 0      | 0      | 29    | 7     | 3     |
| Sous-total            | Sous-total            | Sous-total            | 62          | 12          | 16          | 3               | 0               | 0               | -                 | -                 | -                 | -          | -          | -          | -                              | 11                             | 4                              | 2                              | 24                 | 6                  | -                  | 5      | 0      | 0      | 105   | 22    | 18    |
| 2013-2014             | Chakhtar Donetsk      | Premier-Liga          | 18          | 2           | 7           | 3               | 1               | 0               | -                 | -                 | -                 | -          | -          | -          | C1+C3                          | 6+2                            | 0+0                            | 0+0                            | -                  | -                  | -                  | 9      | 1      | 2      | 38    | 4     | 9     |
| 2014-2015             | Chakhtar Donetsk      | Premier-Liga          | 14          | 0           | 5           | 4               | 2               | 1               | -                 | -                 | -                 | -          | -          | -          | C1                             | 5                              | 0                              | 2                              | -                  | -                  | -                  | -      | -      | -      | 23    | 2     | 8     |
| 2015-2016             | Chakhtar Donetsk      | Premier-Liga          | 21          | 2           | 5           | 4               | 3               | 2               | -                 | -                 | -                 | 1          | 1          | 0          | C1+C3                          | 8+5                            | 0+0                            | 1+1                            | -                  | -                  | -                  | -      | -      | -      | 39    | 6     | 9     |
| 2016-2017             | Chakhtar Donetsk      | Premier-Liga          | 24          | 4           | 4           | 3               | 0               | 0               | -                 | -                 | -                 | 1          | 0          | 0          | C1+C3                          | 1+8                            | 1+2                            | 0+3                            | -                  | -                  | -                  | -      | -      | -      | 37    | 7     | 7     |
| 2017-2018             | Chakhtar Donetsk      | Premier-Liga          | 19          | 6           | 4           | 1               | 1               | 0               | -                 | -                 | -                 | 1          | 0          | 0          | C1                             | 8                              | 3                              | 0                              | -                  | -                  | -                  | -      | -      | -      | 29    | 10    | 4     |
| Sous-total            | Sous-total            | Sous-total            | 96          | 14          | 25          | 15              | 7               | 3               | -                 | -                 | -                 | 3          | 1          | 0          | -                              | 43                             | 6                              | 7                              | -                  | -                  | -                  | 9      | 1      | 2      | 166   | 29    | 37    |
| 2018-2019             | Everton FC            | Premier League        | 34          | 1           | 3           | 1               | 1               | 0               | 1                 | 0                 | 0                 | -          | -          | -          | -                              | -                              | -                              | -                              | -                  | -                  | -                  | -      | -      | -      | 36    | 2     | 3     |
| 2019-2020             | Everton FC            | Premier League        | 27          | 3           | 1           | 1               | 0               | 0               | 2                 | 0                 | 0                 | -          | -          | -          | -                              | -                              | -                              | -                              | -                  | -                  | -                  | -      | -      | -      | 30    | 3     | 1     |
| 2020-2021             | Everton FC            | Premier League        | 12          | 1           | 0           | 3               | 1               | 0               | 3                 | 1                 | 1                 | -          | -          | -          | -                              | -                              | -                              | -                              | -                  | -                  | -                  | -      | -      | -      | 18    | 3     | 1     |
| Sous-total            | Sous-total            | Sous-total            | 73          | 5           | 4           | 5               | 2               | 0               | 6                 | 1                 | 1                 | -          | -          | -          | -                              | -                              | -                              | -                              | -                  | -                  | -                  | -      | -      | -      | 84    | 8     | 5     |
| 2021-2022             | Sharjah FC            | Arabian Gulf League   | -           | -           | -           | -               | -               | -               | -                 | -                 | -                 | -          | -          | -          | -                              | -                              | -                              | -                              | -                  | -                  | -                  | -      | -      | -      | 0     | 0     | 0     |
| Sous-total            | Sous-total            | Sous-total            | -           | -           | -           | -               | -               | -               | -                 | -                 | -                 | -          | -          | -          | -                              | -                              | -                              | -                              | -                  | -                  | -                  | -      | -      | -      | 0     | 0     | 0     |
| Total sur la carrière | Total sur la carrière | Total sur la carrière | 231         | 31          | 45          | 23              | 9               | 3               | 6                 | 1                 | 1                 | 3          | 1          | 0          | -                              | 54                             | 10                             | 9                              | -                  | -                  | -                  | 14     | 1      | 2      | 331   | 53    | 60    |

### But international
| # | Date             | Lieu                                | Adversaire | Résultat | Compétition  |
| - | ---------------- | ----------------------------------- | ---------- | -------- | ------------ |
| 1 | 16 novembre 2013 | Sun Life Stadium, Miami, États-Unis | Honduras   | 5-0      | Match amical |

## Palmarès

### En club
- Atlético Mineiro
  - Vainqueur de la Copa Libertadores en 2013.
  - Vainqueur du Championnat du Minas Gerais en 2012 et 2013.

- Chakhtar Donetsk
  - Champion d'Ukraine en 2014, 2017 et 2018.
  - Vainqueur de la Coupe d'Ukraine en 2016, 2017 et 2018.
  - Vainqueur de la Supercoupe d'Ukraine en 2014, 2015 et 2017.

### En sélection
- Brésil
  - Vainqueur du Superclásico de las Américas en 2012.
  - Vainqueur de la Coupe des confédérations en 2013.

### Distinction individuelle
- Révélation du Championnat du Brésil par la CBF en 2012.